# Шипохвості летяги
Шипохвості летяги (Anomalurus) — найбільший рід сімейства гризунів Anomaluridae, що включає чотири види. Це єдиний рід підродини Anomalurinae. Шипохвості летяги — це маленькі деревні гризуни, схожі на білок, що мають літальні перетинки, завдяки яким вони здатні планерувати з дерева на дерево. Вони живуть в лісах Африки та займають аналогічну нішу в екосистемі, що й білки летяги та сумчасті летяги. Свою назву вони отримали завдяки лускатому безволосому хвосту, на який вони спираються при лазанні по стовбурах дерев.

## Види
- A. beecrofti — лускохвоста білка Бікрофта
- A. derbianus — лускохвоста білка лорда Дербі
- A. pelii — лускохвоста білка Пела
- A. pusillus — карликова лускохвоста білка